# Brian Kidd
Brian Kidd (Manchester, 29 mei 1949) is een Engels voetbaltrainer en voormalig profvoetballer die speelde als aanvaller.

## Spelerscarrière

### Manchester United
Kidd werd geboren in Collyhurst, een wijk van Manchester. Hij sloot zich aan bij de jeugdacademie van Manchester United en stroomde er door naar het eerste elftal. Zijn eerste officiële wedstrijd in het eerste elftal van de club was een FA Charity Shield-wedstrijd tegen Tottenham Hotspur op 12 augustus 1967. Een week later mocht hij in Goodison Park tegen Everton ook zijn competitiedebuut maken voor Manchester United. Kidd kreeg in zijn debuutseizoen veel speelkansen en klokte af op zeventien doelpunten, maar zijn belangrijkste doelpunt voor Manchester United scoorde hij in de Europacup I-finale van 1968 tegen Benfica. Nadat de wedstrijd na negentig minuten op 1–1 was geëindigd scoorde United drie keer in de verlengingen, Kidd scoorde de 3–1. Manchester United mocht zo voor de eerste keer in de clubgeschiedenis de Europacup I de lucht insteken.
Na het successeizoen 1967/68, waarin Manchester United in de First Division tweede was geëindigd, kende de club donkerdere jaren. Het begon met een povere elfde plaats in de competitie in het seizoen 1968/69, een seizoen waarin Kidd slechts vier keer kon scoren. Toen de club in 1969 trainer Matt Busby na vijfentwintig jaar zag vertrekken, werd het er niet beter op, met de degradatie uit de First Division in 1974 als gevolg. Kidd besloot de club daarop te verlaten. De aanvaller speelde 203 competitiewedstrijden voor Manchester United, waarin hij tweeënvijftig keer scoorde.

### Arsenal FC
Kidd werd voor 110.000 pond aangetrokken door Arsenal, waar hij de naar Liverpool vertrokken Raymond Kennedy moest opvolgen. Kidd startte goed bij Arsenal door tijdens zijn debuut tegen Leicester City meteen aan het kanon te staan. In zijn eerste seizoen bij Arsenal scoorde hij negentien doelpunten in veertig wedstrijden, waarmee hij seizoenstopschutter van de club werd. In totaal scoorde Kidd 34 doelpunten voor Arsenal in negentig wedstrijden (alle competities inbegrepen). Het bleken belangrijke doelpunten, want hoewel Arsenal in 1971 nog landskampioen werd vocht het in de seizoenen 1974/75 en 1975/76 tegen de degradatie: in 1975 eindigde de club zestiende op tweeëntwintig ploegen, in 1976 zelfs maar zeventiende. Na twee seizoenen verkocht de club Kidd aan Manchester City voor 100.000 pond.

### Manchester City
Na twee jaar afwezigheid keerde Kidd terug naar Manchester, zij het ditmaal wel naar stadsrivaal Manchester City. In zijn debuutseizoen (1976/77) scoorde hij eenentwintig keer in de First Division, zijn hoogste aantal competitiedoelpunten in een seizoen. Daarmee droeg hij ertoe bij dat Manchester City tweede eindigde in de competitie met slechts een punt minder dan kampioen Liverpool. Kidd, die in het team van trainer Tony Book aan de zijde van aanvallers als Joe Royle, Dennis Tueart en Peter Barnes, was ook in het seizoen 1977/78 goed bij schot (twintig doelpunten in vijftig competitiewedstrijden). In het daaropvolgende seizoen liep het heel wat minder, met een teleurstellende vijftiende plaats voor Manchester City als gevolg. Toen de nieuwe trainer Malcolm Allison in de zomer van 1979 niet te hard leek te rekenen op Kidd, zat zijn avontuur bij Manchester City erop.

### Everton, Bolton Wanderers en Amerika
Manchester City verkocht de dertigjarige Kidd in de zomer van 1979 voor 150.000 pond aan Everton. Het werd zijn laatste seizoen in de First Division, want na amper een seizoen ruilde hij The Toffees in voor Bolton Wanderers. Kidd lag tussen 1980 en 1982 onder contract bij The Trotters, die hem in tussentijd ook uitleenden aan het Amerikaanse Atlanta Chiefs. Kidd keerde later terug naar de Verenigde Staten om er zijn spelerscarrière af te sluiten bij Fort Lauderdale en Minnesota Strikers.

## Trainerscarrière
Na korte avonturen als hoofdtrainer bij Barrow (1984–1985) en Preston North End (1986) legde Kidd zich toe op een functie als jeugdtrainer. In 1988 legde Manchester United hem vast voor die functie, waardoor Kidd met talentvolle jeugdspelers als David Beckham, Paul Scholes en Ryan Giggs mocht werken. Drie jaar later kreeg hij promotie: toen Archie Knox de functie van assistent-trainer bij Manchester United inruilde voor dezelfde functie bij Glasgow Rangers, haalde Alex Ferguson Kidd aan boord als assistent-trainer. Kidd werd van 1991 tot 1998 de rechterhand van de Schot. In die periode won de club vier landstitels (1993, 1994, 1996 en 1997), twee FA Cups (1994 en 1996) en een Football League Cup (1992). Kidd droeg als assistent van Ferguson een aardig steentje bij in de ontwikkeling van Fergie's Fledglings, een groep jongeren die in de jaren negentig vanuit de jeugd van Manchester United doorbraken in het eerste elftal.
Op 4 december 1998 trok Kidd na tien jaar de deur van Old Trafford achter zich dicht om bij Blackburn Rovers de ontslagen Roy Hodgson op te volgen als hoofdtrainer. Ondanks het feit dat er tijdens zijn bewind meer dan twintig miljoen pond aan nieuwe spelers werd gespendeerd (onder andere Ashley Ward en Jason McAteer), eindigde Blackburn Rovers voorlaatste in de Premier League, waardoor de club vier jaar na de landstitel degradeerde. Kidd bleef aan als trainer, maar toen de club begin november 1999 slechts negentiende stond in de Premier League werd hij op de keien gezet.
Na zijn avontuur als hoofdtrainer bij Blackburn Rovers nam Kidd weer de functie van jeugdtrainer op bij Leeds United. Al snel werd hij er echter gepromoveerd tot assistent-trainer – eerst van David O'Leary, nadien van diens opvolgers Terry Venables en Peter Reid. Na drie jaar bij Leeds United werd hij op 22 januari 2003 de assistent van Engels bondscoach Sven-Göran Eriksson. In een groep met Turkije, Slowakije, Macedonië en Liechtenstein plaatste Engeland zich als groepswinnaar voor het EK 2004. Enkele weken voor dat toernooi moest Kidd echter de strijd staken vanwege prostaatkanker.
Na zijn herstel keerde Kidd in februari 2006 terug in het voetbal, ditmaal als assistent van Neil Warnock (en later Bryan Robson) bij Sheffield United. Toen voormalig Manchester United-speler Robson de club in februari 2008 verliet, volgde Kidd het spoor van zijn ex-speler. Na een kort verblijf bij Portsmouth als assistent van Paul Hart kwam Kidd in september 2009 terecht bij Manchester City. Kidd werd aanvankelijk aangesteld als technisch directeur voor ontwikkelingswerk, maar toen trainer Mark Hughes in december 2009 werd ingeruild voor Roberto Mancini werd Kidd assistent-trainer. Kidd werkte drieënhalf seizoen lang samen met Mancini, nam even de rol van interim-trainer op na het vertrek van de Italiaan, en bleef vervolgens assistent onder Manuel Pellegrini en Josep Guardiola. Als assistent-trainer won Kidd met Manchester City drie landstitels (2012, 2014 en 2018), een FA Cup (2011), drie League Cups (2014, 2016 en 2018) en twee FA Community Shields (2012 en 2018).

## Erelijst
Als speler
 Manchester United
- First Division: 1964/65, 1966/67
- FA Charity Shield: 1965, 1967
- Europacup I: 1967/68

Individueel
- Premier League Manager of the Month: december 1998

3 Dias ·
5 Stones ·
6 Aké ·
7 Marmoush ·
8 Kovačić ·
9 Haaland ·
10 Grealish ·
11 Doku ·
14 Nico ·
16 Rodri ·
17 De Bruyne  ·
18 Ortega ·
19 Gündoğan ·
20 Silva ·
22 Reis ·
24 Gvardiol ·
25 Akanji ·
26 Savio ·
27 Nunes ·
31 Ederson ·
33 Carson ·
45 Xusanov ·
47 Foden ·
52 Bobb ·
66 Simpson-Pusey ·
82 Lewis ·
87 McAtee ·
97 Wilson-Esbrand ·
Coach: Guardiola
· Assistent-coach: Lillo
· Assistent-coach: Vicens
· Keeperstrainer: Wright